# Arexion suavis
Arexion suavis är en insektsart som beskrevs av Rehn, J.A.G. 1929. Arexion suavis ingår i släktet Arexion och familjen torngräshoppor. Inga underarter finns listade i Catalogue of Life.